# Јулија Волкова
Јулија Олеговна Волкова (рус. Ю́лия Оле́говна Во́лкова, р. 20. фебруар 1985, Москва, СССР) је чланица руског дуета Тату, заједно са Леном Катином.

## Биографија
Волкова је једино дете из московске средњокласне породице. Рођена је 1985. године, а отац јој је Олег Волков а руски бизнисмен а мајка Лариса фризер. Са шест година Волкова се уписала у музичку школу, одсек клавир. Већ са девет година Волкова је постала члан дечјег хора Непоседи где је и упознала свог будућег партнера у каснијем певачком дуету Лену Катину.
Са једанаест година Волкова је пребачена у школу за уметнике са посебним талентом, и три године касније је напустила Непоседе и придружила се групи т. А. Т. у.. Јулија је увек истицала да је из хора избачена због лошег владања,  али званичници хора су то демантовали изјавама да после дипломирања и одређеног броја година свако од чланова одлази касније својим путем.
Волковој је увек била посвећивана велика медијска пажња. Тако се 2003. године појавила вест да је посетила клинику у Москви и да је имала абортус, што је она касније и потврдила. У мају 2004. године је Волкова потврдила да је трудна, и да ће имати дете са Павелом Сидоровим, који је веч био ожењен и имао ћерку из тог брака. Јулија је родила ћерку, Викторију Павловну Волкову, 23. септембра 2004. године у Москви, али даљњу везу са Сидоровом није имала .
После разлаза са Сидоровим, колале су приче да ће Јулија да се уда за бившег члана руске групе Смеш!! (Smash!!), Влада Топалова и да се виђа са руским репером Тиматијем.
Волкова је сада у вези са бизнисменом Парвизом Јасиновим. Информације говоре да су се њих двоје венчали, и да је 27. децембра 2007. у Москви, Волкова родила сина коме је дала име Сам. Венчање је демантовано преко званичне интернет странице али је најављено за скору будућност..
У јуну 2008. године т. А. Т. у је отказао најављени концерт, због болести Волкове, прави разлог није објављен али су се опет појавиле многе шпекулације, могућа дубока депресија или због пластичне операције усана, али ништа није потврђено. У јуну је њена партнерка Лена написла да се Јулија много боље осећа и убрзо после тога Волкова се поново појавила у јавности.
У 2009. години Јулија Волков је поред групне каријере доста тога покренула и са својом соло каријером и први сингл јој је песма Спарк.